# PGC 2185039
LEDA/PGC 2185039 ist eine Galaxie im Sternbild Andromeda am Nordsternhimmel. Sie ist schätzungsweise 1,5 Milliarden Lichtjahre von der Milchstraße entfernt und hat einen Durchmesser von etwa 210.000 Lichtjahren. Vom Sonnensystem aus entfernt sich das Objekt mit einer errechneten Radialgeschwindigkeit von näherungsweise 33.400 Kilometern pro Sekunde.

## Galaktisches Umfeld
| Nr. | Galaxie                 | Alternativname            | REK          | Dek           | Distanz/asec |
| --- | ----------------------- | ------------------------- | ------------ | ------------- | ------------ |
|     | LEDA/PGC 2185039        | MASX J02392843+4140491    | 02h39m28.45s | +41d40m14s    | 0            |
| 1   | NGC 1001                | PGC 10050                 | 02h39m12.6s  | +41d40m18s    | 180.03       |
| 2   | LEDA/PGC 2184614        | 2MASX J02394554+4139184   | 02h39m45.55s | +41d39m18.2s  | 212.12       |
| 3   | NGC 999                 | PGC 10026                 | 02h38m47.4s  | +41d40m14s    | 461.12       |
| 4   | LEDA/PGC 2183543        | 2MASX J02385029+4135332   | 02h38m50.27s | +41d35m33.3s  | 532.21       |
| 5   | LEDA/PGC 2187534        | 2MASX J02394141+4149354   | 02h39m41.41s | +41d49m35.8s  | 546.41       |
| 6   | NGC 996                 | PGC 10015                 | 02h38m39.87s | +41d38m51.1s  | 557.43       |
| 7   | 2MASX J02384262+4136182 | WISEA J023842.63+413618.0 | 02h38m42.62s | +41d36m18.2s  | 581.22       |
| 8   | LEDA/PGC 2187707        | 2MASX J02394516+4150124   | 02h39m45.20s | +41d50m12.8s  | 593.20       |
| 9   | NGC 1005                | PGC 10062                 | 02h39m29.2s  | +41d29m20s    | 673.32       |
| 10  | LEDA/PGC 2182555        | 2MASX J02384770+4131542   | 02h38m47.73s | +41d31m54.4s  | 703.11       |
| 11  | LEDA/PGC 2183585        | [WGB2006] 023518+41200_e  | 02h38m31.82  | +41d35m40.1s  | 706.52       |
| 12  | LEDA/PGC 2183227        | 2MASX J02402571+4134240   | 02h40m25.71s | +41d34m23.9s  | 749.51       |
| 13  | LEDA/PGC 2188118        | 2MASX J02384568+4151382   | 02h38m45.67s | +41d51m38.3s  | 806.51       |
| 14  | NGC 995                 | PGC 10008                 | 02h38m32.0s  | +41d31m45s    | 834.50       |
| 15  | NGC 1000                | PGC 10028                 | 02h38m49.743 | +41d27m34.86s | 905.44       |